# Drängsereds distrikt
Drängsereds distrikt är ett distrikt i Hylte kommun och Hallands län. Distriktet ligger omkring Drängsered i Hallands inland. 

## Tidigare administrativ tillhörighet
Distriktet inrättades 2016 och utgörs av socknen Drängsered i Hylte kommun.
Området motsvarar den omfattning Drängsereds församling hade 1999/2000.

## Tätorter och småorter
I Drängsereds distrikt finns en småort men inga tätorter.

### Småorter
- Drängsered